# Трухан Іван Васильович
Іван Васильович Трухан (11 грудня 1942, село Бузова, тепер Києво-Святошинського району Київської області — 14 вересня 2000, місто Київ) — український радянський діяч, фрезерувальник Київського авіаційного виробничого об'єднання. Депутат Верховної Ради УРСР 9—10-го скликань.

## Біографія
Освіта середня.
З 1959 року — робітник радгоспу в Київській області. Служив у Радянській армії.
З 1964 року — учень фрезерувальника, фрезерувальник Київського авіаційного заводу (виробничого об'єднання) імені 50-річчя Великої Жовтневої соціалістичної революції.
Помер 14 вересня 2000 року в Києві.

## Нагороди
- орден Трудового Червоного Прапора (1974)
- медалі